# Inter Tijuana
Inter Tijuana – meksykański klub futsalowy z siedzibą w mieście Tijuana, obecnie występuje w najwyższej klasie rozgrywkowej Meksyku. Jest sekcją futsalu klubu sportowego Inter de Tijuana.

## Sukcesy
- Mistrzostwo Meksyku: ?